# El Condado (Quito)

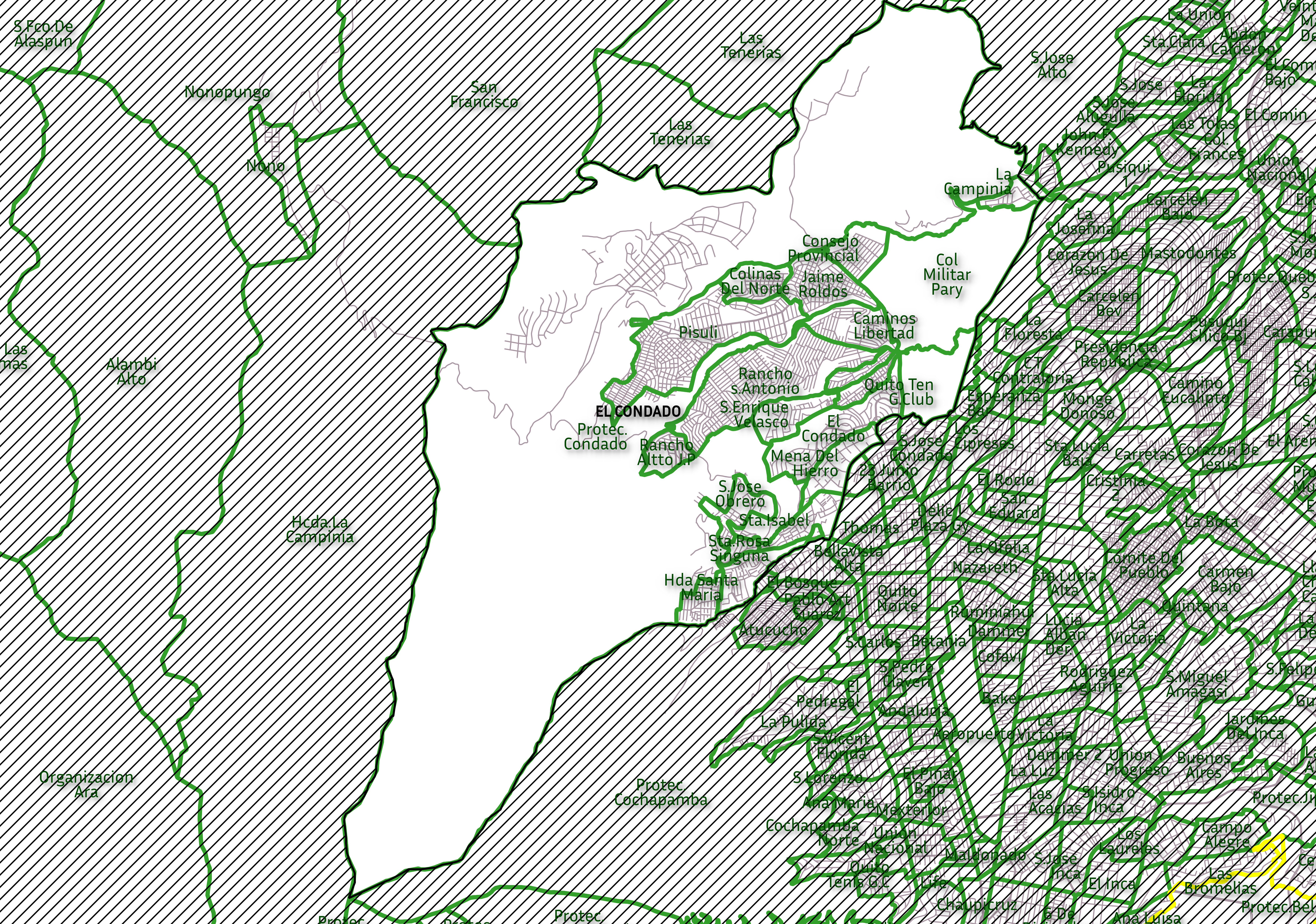
Karte von El Condado

El Condado ist ein Stadtteil von Quito und eine Parroquia urbana in der Verwaltungszone La Delicia im Kanton Quito der ecuadorianischen Provinz Pichincha. Die Fläche beträgt 54,76 km². Die Einwohnerzahl lag 2010 bei 86.094, 2019 bei 110.380.

## Lage
Die Parroquia El Condado liegt im äußersten Nordwesten von Quito etwa 13 km nördlich vom Stadtzentrum auf einer Höhe von 2750 m. Das Verwaltungsgebiet reicht im Südwesten bis nahe an den Gipfel des 4696 m hohen Vulkans Rucu Pichincha. Ein Bachlauf begrenzt das Gebiet im Süden und im Südosten. Im Nordosten verläuft die Verwaltungsgrenze entlang der Avenida Mariscal Sucre und der Avenida Manuel Córdova Galarza.
Die Parroquia El Condado grenzt im Westen und im Nordwesten an die Parroquia Nono, im Nordosten an die Parroquia Pomasqui, im Nordosten an die Parroquias Carcelén und Ponceano sowie im Südosten an die Parroquias Cotocollao und Cochapamba.

## Infrastruktur
Im Verwaltungsgebiet befindet sich die Militärhochschule "Escuela Superior Militar Eloy Alfaro" sowie der "Quito Tennis & Golf Club". Das Einkaufszentrum "Condado Shopping" liegt jenseits der Verwaltungsgrenze in der Parroquia Ponceano.

## Barrios
Die Parroquia El Condado ist in folgende Barrios gegliedert:
- Colinas del Norte
- Consejo Provincial
- Justicia Social
- La Planada/Rancho San Antonio
- La Roldós
- Mena del Hierro
- Pisulí
- San Enrique de Velasco
- San José Obrero
- Santa Anita
- Santa Isabel
- Santa María de Cotocollao
- Urbanización El Condado